# Sicarius rugosus
Espèce
Synonymes
- Sicarioides rugosus F. O. Pickard-Cambridge, 1899

Sicarius rugosus est une espèce d'araignées aranéomorphes de la famille des Sicariidae.

## Distribution
Cette espèce se rencontre au Salvador, au Honduras, au Guatemala, au Nicaragua et au Costa Rica.

## Description
La femelle holotype mesure 10,5 mm.
Le mâle décrit par Magalhães, Brescovit et Santos en 2017 mesure 8,42 mm et la femelle 8,8 mm..

## Systématique et taxinomie
Cette espèce a été décrite sous le protonyme Sicarioides rugosus par F. O. Pickard-Cambridge en 1899. Elle est placée dans le genre Sicarius par Simon en 1903.

## Publication originale
- F. O. Pickard-Cambridge, 1899 : « Arachnida - Araneida and Opiliones. » Biologia Centrali-Americana, Zoology, London, vol. 2, p. 41-88 (texte intégral).